# الآيدول السماوي
الآيدول السماوي (بالكورية: 성스러운 아이돌)‏ هو مسلسل تلفزيوني كوري جنوبي، من بطولة كيم مين كيو، غو بو جيول، لي جانغ وو. مبني على الويبتون الذي يحمل نفس الاسم من تأليف شين هوا جين، عرض على تي في إن من 15 فبراير إلى 23 مارس 2023، بث كل يوم أربعاء وخميس الساعة 22:30 بتوقيت كوريا الجنوبية (KST).

## القصة
يصور المسلسل قصة شخص يدعى لامبراري، الذي عاش كرئيس كهنة، ووكيل الالهة للعالم الآخر، واستيقظ بين عشية وضحاها في جسد آيدول كوري مجهول.

## طاقم

### رئيسي
- كيم مين كيو في دور بونتيفيكس ليمبراري، عضو في فرقة الآيدول ويلد انمال.[3][5]
- غو بو جيول في دور كيم دال، مديرة ويلد انمال والمعجب الكبير بـ ايون وو.[3][5]

### داعم
- لي جانغ وو في دور شين زو وون، نائب رئيس أكبر شركة ترفيهية في كوريا.[3]
- تاك جاي هون في دور سون وو سيل، فنان كبير يكره ايون وو.[3]
- يي جي وون في دور ايم سون جا، الرئيسة التنفيذية لشركة بيو إنترتينمنت وهي وكالة ويلد انمال.[3]
- بارك سانغ نام في دور ساغام جاي[6]
- تشوي جاي هيون في دور كاسي، عضو في ويلد انمال.[5]
- لي وو تاي في دور فاسيلي، الراقص الرئيسي لـ لايفل بويز.[7]
- شين ميونغ سيونغ في دور هوانغ تاي إن، عضو ويلد انمال.[8]
- بايك سيو بين، الرئيس جانغ.[9]
- هونغ سيونغ بيوم بدور تشوي جيونغ سيو.[10]
- شين كيو هيون في دور تشا سول جيونغ، عضو ويلد انمال.[5]

## المشاهدات
| الموسم | الموسم | رقم الحلقة | رقم الحلقة | رقم الحلقة | رقم الحلقة | رقم الحلقة | رقم الحلقة | رقم الحلقة | رقم الحلقة | رقم الحلقة | رقم الحلقة | رقم الحلقة | رقم الحلقة | المتوسط |
| الموسم | الموسم | 1          | 2          | 3          | 4          | 5          | 6          | 7          | 8          | 9          | 10         | 11         | 12         | المتوسط |
| ------ | ------ | ---------- | ---------- | ---------- | ---------- | ---------- | ---------- | ---------- | ---------- | ---------- | ---------- | ---------- | ---------- | ------- |
|        | 1      | 750        | 505        | 418        | 381        | 499        | 332        | 431        | 301        | 411        | 282        | 347        | 327        | 415     |

| الحلقات | تاريخ البث     | تقييمات (نيلسن كوريا) | تقييمات (نيلسن كوريا) |
| الحلقات | تاريخ البث     | على الصعيد الوطني     | سول                   |
| --- | -------------- | --------------------- | --------------------- |
| 1 | 15 فبراير 2023 | 3.098                 | 3.407                 |
| 2 | 18 فبراير 2023 | 2.017%                | 2.486%                |
| 3 | 22 فبراير 2023 | 1.975%                | 2.251%                |
| 4 | 23 فبراير 2023 | 1.622%                | 1.890%                |
| 5 | 1 مارس 2023    | 2.121%                | 2.489%                |
| 6 | 2 مارس 2023    | 1.432%                | 1.731%                |
| 7 | 8 مارس 2023    | 1.943%                | 1.883%                |
| 8 | 9 مارس 2023    | 1.296%                | 1.499%                |
| 9 | 15 مارس 2023   | 1.882%                | 2.246%                |
| 10 | 16 مارس 2023   | 1.369%                | 1.546%                |
| 11 | 22 مارس 2023   | 1.712%                | 1.663%                |
| 12 | 23 مارس 2023   | 1.522%                | 1.949%                |
| متوسط | متوسط          | 1.832%                | 2.087%                |
| - تُبث هذه الدراما على قناة الكابل / التلفزيون المدفوع الذي عادةً ما يكون جمهورها أصغر نسبيًا مقارنةً بالمحطات التلفزيونية / العامة (KBS، SBS، MBC، EBS). |                |                       |                       |

## روابط خارجية
- الموقع الرسمي
 باللغة الكورية
- الآيدول السماوي على موقع IMDb (الإنجليزية)
- الآيدول السماوي على موقع فيلمافينيتي (الإسبانية)
- الآيدول السماوي على موقع قاعدة بيانات الفيلم (الإنجليزية)
- الآيدول السماوي على هانسينما